# Cameron Norrie
Cameron Norrie (Johannesburg, 23 agosto 1995) è un tennista britannico.
Ha vinto cinque tornei in singolare nel circuito maggiore, tra cui il Masters 1000 di Indian Wells 2021; il miglior risultato nelle prove del Grande Slam è la semifinale raggiunta a Wimbledon 2022 e il miglior ranking ATP è stato l'8º posto raggiunto nel settembre 2022. In doppio vanta un titolo ATP e non è andato oltre il 117º posto mondiale. Nel 2018 ha esordito nella squadra britannica di Coppa Davis.
Spesso è stato accusato dai propri avversari di essere un giocatore scorretto, per comportamenti al limite del fair play (vedi, tra gli altri, Novak Djokovic  agli Internazionali d'Italia del 2023 e Nicolas Jarry  a Wimbledon 2025). 
Nei sedicesimi di finale del Citi Open di Washington del 22 luglio 2025, ad esempio, dovendo fronteggiare tre pericolose palle break consecutive che avrebbero potuto consentire al proprio avversario Lorenzo Musetti di servire per il match, ha lasciato il campo per indossare dei polsini puliti, ottenendo un warning per perdita di tempo ma deconcentrando il proprio avversario al punto da salvare il game.

## Biografia
Nasce a Johannesburg in Sudafrica da padre scozzese e madre gallese, entrambi microbiologi. Nel 1998 si trasferisce con la famiglia in Nuova Zelanda a Auckland.
Nel 2011 si sposta a vivere a Londra e tre anni dopo si iscrive alla Texas Christian University di Fort Worth.
Termina gli studi nel 2017, ritorna a vivere a Londra, nei pressi di Wimbledon, e passa al professionismo.
Quando viene soppresso l'Indian Wells Open nel marzo 2020 per la pandemia di COVID-19, Norrie torna per un periodo a vivere con i genitori in Nuova Zelanda.

## Carriera

### Tra gli juniores e nei campionati di College statunitensi
Nei primi anni tra gli juniores rappresenta la Nuova Zelanda, gioca nell'ITF Junior Circuit dal 2010 al settembre 2013 e vince il primo titolo in un torneo di Grade 5 nel 2011. In totale ne vincerà 12 tra singolare e doppio, dei quali 3 di Grade 1, e nel marzo 2013 si porta alla 10ª posizione del ranking mondiale juniores. Non consegue risultati di rilievo nei tornei di Grade A, i migliori sono i quarti di finale al Trofeo Bonfiglio in doppio nel 2013 e il secondo turno raggiunto in singolare agli Australian Open e alla Major's Cup di Osaka. Nonostante i discreti successi, i contributi della federazione neozelandese sono insufficienti e sono i genitori a dover finanziare le sue trasferte. Ed è così che nell'aprile 2013 sceglie di giocare per la Gran Bretagna, dove la locale federazione ha maggiore disponibilità. Si trasferisce a vivere a Londra e termina la carriera da juniores nel settembre 2013 agli US Open.
Nel 2014 va a studiare sociologia negli Stati Uniti con una borsa di studio per sportivi alla Texas Christian University (TCU) e inizia a giocare nei campionati di College con i TCU Horned Frogs, la squadra dell'ateneo. Si mette presto in luce e diventerà il nº 1 del circuito universitario statunitense. Nei tre anni di permanenza viene inserito tre volte tra gli All-America. Nell'annata 2016-2017 vince tutti gli incontri disputati e prima di fine stagione si ritira per passare al professionismo.

### 2013–16, inizi tra i professionisti, primi titoli ITF
Fa la sua prima esperienza tra i professionisti nel gennaio 2013 alle qualificazioni del torneo ATP 250 di Auckland e viene eliminato al primo incontro disputato. Vince i primi due incontri nell'aprile successivo al torneo ITF Great Britain F9 ed esce di scena nei quarti di finale. Al successivo Great Britain F11 alza il primo trofeo da professionista vincendo il torneo di doppio in coppia con Luke Bambridge. Sconfitto nelle qualificazioni di altri due tornei ATP, in agosto raggiunge la semifinale all'ITF Canada F6. Nel febbraio 2014 supera per la prima volta le qualificazioni in un torneo Challenger a West Lakes, al primo turno del main draw ha la meglio sul top 200 Matt Reid e viene eliminato al secondo turno. A giugno disputa la finale al torneo ITF Israel F7 ed è costretto al ritiro durante il secondo set. Il primo titolo in singolare arriva nell'ottobre 2015 all'U.S.A. F29 con il successo in finale su Alexios Halebian. Nell'estate del 2016 vince altri due titoli ITF negli Stati Uniti, in agosto raggiunge ad Aptos la prima finale Challenger e viene sconfitto da Daniel Evans, risultato con cui fa il suo ingresso nella top 300 del ranking ATP.

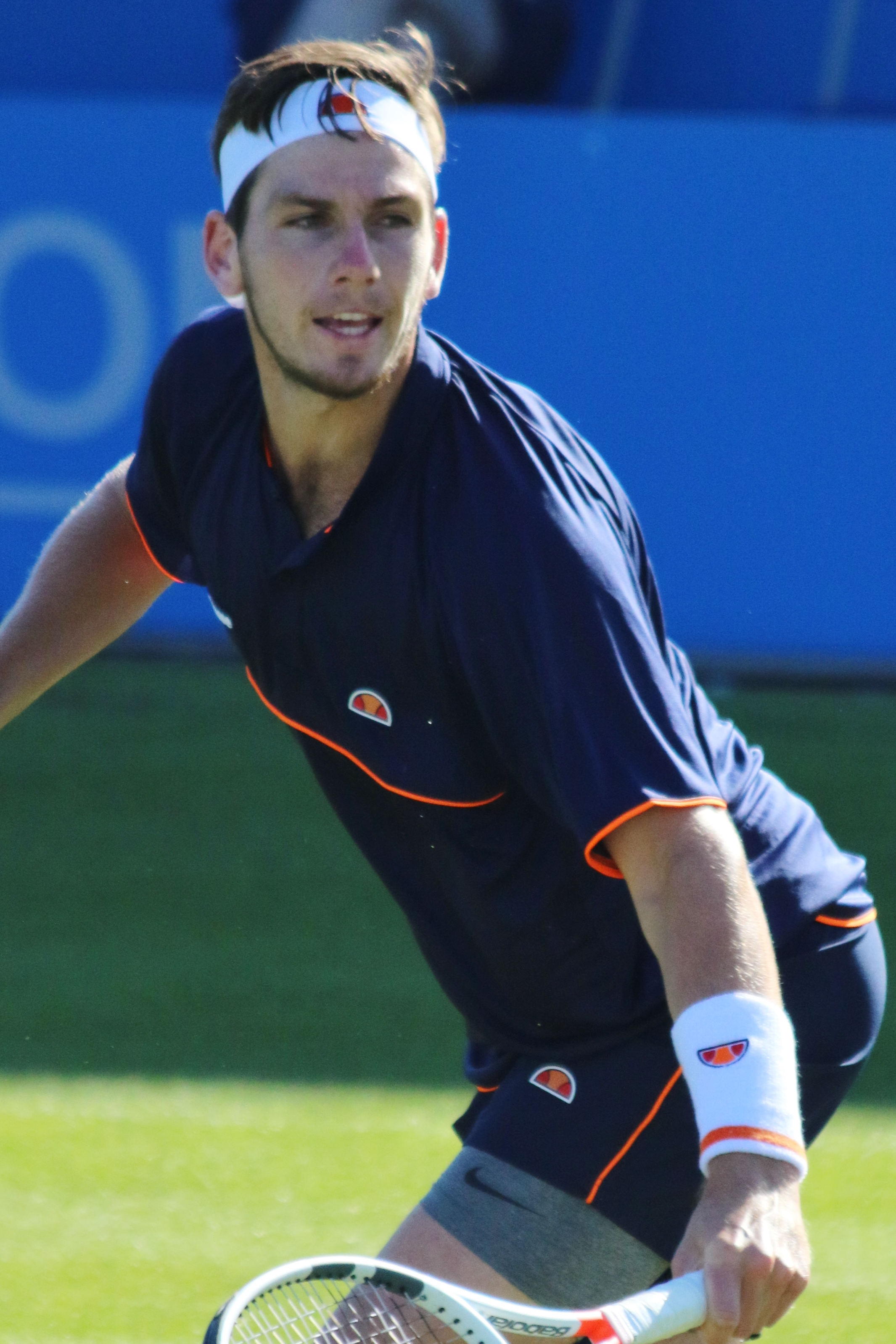
Norrie a Eastbourne nel 2017

### 2017, primi titoli Challenger, 110º nel ranking ATP
Nei mesi che seguono il miglior risultato è una semifinale Challenger giocata nel gennaio 2017, termina quindi gli studi e a giugno fa il suo esordio in un tabellone principale del circuito maggiore con la sconfitta subita al Queen's contro Sam Querrey. La settimana dopo vince il primo incontro ATP a Eastbourne battendo il nº 49 del ranking Horacio Zeballos, nella sua prima vittoria contro un top 100, e viene subito eliminato da Gaël Monfils. Gli viene assegnata una wild-card per il torneo di Wimbledon e viene sconfitto al primo turno da Jo-Wilfried Tsonga. In luglio vince il primo titolo Challenger a Binghamton battendo in finale al terzo set il nº 69 del mondo Jordan Thompson e a fine torneo entra nella top 200. Supera le qualificazioni agli US Open, accede al secondo turno per il forfait dato da Dmitrij Tursunov e viene eliminato da Pablo Carreño Busta. Raggiunge quindi tre finali Challenger consecutive, perde la prima a Cary contro Kevin King e vince quelle di Tiburon e Stockton, superando rispettivamente Tennys Sandgren e Darian King; il 16 ottobre si trova alla 110ª posizione mondiale.

### 2018, primo titolo ATP in doppio e top 100 del ranking in singolare
Eliminato nelle qualificazioni agli Australian Open, in febbraio fa il suo esordio nella squadra britannica di Coppa Davis in occasione della sfida persa 3-1 a Marbella contro la Spagna, viene schierato in entrambi i singolari e nella giornata inaugurale sconfigge il nº 23 del ranking Roberto Bautista Agut, dopo aver perso i primi due set. Nel periodo successivo viene sconfitto nelle qualificazioni o al primo turno nei sei tornei del circuito maggiore disputati e vince il suo secondo incontro nella categoria all'Estoril Open sconfiggendo Robin Haase, prima di essere eliminato al secondo turno da Roberto Carballés Baena; nel torneo di doppio vince in coppia con Kyle Edmund il suo primo titolo ATP superando in finale Wesley Koolhof / Artem Sitak con il punteggio di 6-4, 6-2. Non supera le qualificazioni agli Internazionali d'Italia e si riscatta a Lione, dove supera per la prima volta un top 10, John Isner, e raggiunge per la prima volta una semifinale del circuito maggiore, persa contro Gilles Simon. A fine torneo entra per la prima volta nella top 100 del ranking, in 85ª posizione.

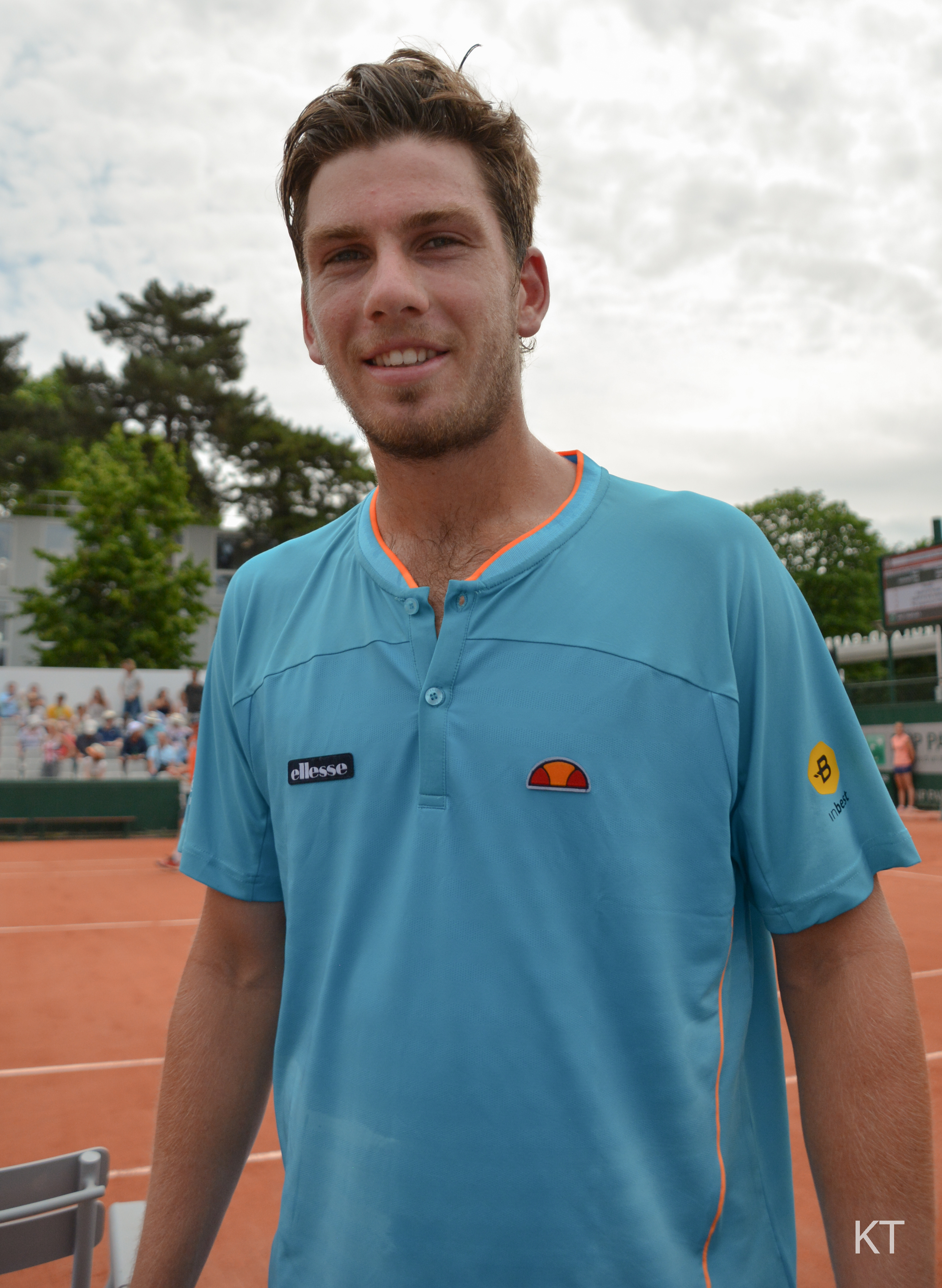
Norrie al Roland Garros 2018

Accede al secondo turno del Roland Garros per il ritiro di Peter Gojowczyk e viene eliminato da Lucas Pouille. Nei tornei sull'erba si mette in luce con i quarti di finale raggiunti a Eastbourne, mentre esce al primo turno negli altri tre tornei, compreso Wimbledon. Al successivo torneo di Atlanta disputa la seconda semifinale ATP e viene sconfitto al terzo set da Ryan Harrison; la settimana dopo raggiunge la semifinale anche a Los Lobos e viene eliminato da Fabio Fognini. Vince il suo primo incontro in un torneo del Grande Slam agli US Open – in precedenza aveva superato il primo turno due volte per il ritiro dell'avversario – battendo Jordan Thompson e al secondo turno cede al quarto set contro Dušan Lajović. Nella parte finale della stagione l'unico risultato di rilievo sono i quarti di finale raggiunti allo Shenzhen Open dopo aver sconfitto il nº 18 ATP Borna Ćorić. Chiude il 2018 al 90º posto mondiale, dopo essere stato 66º in agosto.

### 2019: prima finale ATP e top 50
Inaugura la stagione a Auckland e con i successi su Benoît Paire, João Sousa, Taylor Fritz e Jan-Lennard Struff raggiunge la sua prima finale ATP, nella quale viene sconfitto al terzo set da Tennys Sandgren. Dopo le premature eliminazioni agli Australian Open e nei tornei sudamericani su terra battuta, a fine febbraio disputa la sua prima semifinale in un torneo ATP 500 ad Acapulco, elimina tra gli altri Diego Schwartzman e viene sconfitto in due set da Alexander Zverev, risultati con cui porta il best ranking alla 48ª posizione mondiale. In aprile vince i suoi primi due incontri in un Masters 1000 a Monte-Carlo contro Adrian Mannarino e Márton Fucsovics e viene eliminato al terzo turno da Lorenzo Sonego. Non va oltre il secondo turno nei successivi sette tornei, perdendo al primo turno al Roland Garros contro il nº 273 ATP Elliot Benchetrit e al secondo a Wimbledon contro Kei Nishikori. Come l'anno precedente raggiunge la semifinale ad Atlanta e viene sconfitto al terzo set da Taylor Fritz. Nella parte finale della stagione non supera mai il secondo turno e agli US Open cede al tie-break del quinto set contro Grégoire Barrère.

### 2020–2021, primi titoli ATP in singolare, vittoria a Indian Wells, esordio alle ATP Finals e nº 12 del ranking
All'inizio del 2020 prende parte all'edizione inaugurale dell'ATP Cup, vince solo due incontri contro avversari alla 423ª e 818ª posizione del ranking e perde gli altri due, con la Gran Bretagna eliminata nei quarti di finale dall'Australia. Negli altri cinque tornei della prima parte della stagione vince in totale due soli incontri. Dopo la lunga pausa del circuito per la pandemia di COVID-19, torna a giocare in agosto e perde al turno di esordio al Cincinnati Open. Al primo turno degli US Open sconfigge il nº 13 del mondo Diego Schwartzman, con il successo su Federico Coria si spinge per la prima volta al terzo turno in una prova dello Slam e viene eliminato da Alejandro Davidovich Fokina. L'unico risultato importante di fine stagione sono i quarti di finale raggiunti a San Pietroburgo.
Inaugura il 2021 con la semifinale persa a Delray Beach contro Sebastian Korda, mentre agli Australian Open raggiunge per la prima volta il terzo turno e viene sconfitto da Rafael Nadal. Ad Acapulco supera il nº 17 del ranking Fabio Fognini e viene eliminato nei quarti da Dominik Koepfer. Al Miami Masters sconfigge Grigor Dimitrov ed esce al terzo turno per mano di Taylor Fritz. Raggiunge i quarti di finale a Barcellona e viene sconfitto da Nadal; al successivo Estoril Open disputa la sua seconda finale ATP in singolare e viene battuto al tie-break del terzo set da Albert Ramos Viñolas dopo aver eliminato tra gli altri Cristian Garín e Marin Čilić. In maggio ottiene la vittoria più prestigiosa da inizio carriera sconfiggendo il nº 4 del mondo Dominic Thiem a Lione, elimina tra gli altri anche Karen Chačanov in semifinale e perde la finale contro Stefanos Tsitsipas con il punteggio di 3-6, 3-6. Si spinge per la prima volta al terzo turno del Roland Garros e viene nuovamente eliminato da Nadal. Sull'erba del Queen's disputa la sua quarta finale ATP in singolare – la prima in un torneo ATP 500 – con i successi al secondo turno sul nº 24 ATP Aslan Karacev e in semifinale sul nº 14 Denis Shapovalov, viene sconfitto in tre set da Matteo Berrettini e a fine torneo porta il best ranking alla 34ª posizione mondiale. Al terzo turno di Wimbledon perde al quarto set contro Roger Federer.
A luglio vince il suo primo titolo ATP in singolare della carriera al Los Cabos Open, sconfiggendo in finale Brandon Nakashima con il punteggio di 6-2, 6-2, risultato con cui sale al 29º posto mondiale. Esce di scena nei quarti di finale ad Atlanta per mano di Emil Ruusuvuori e al terzo turno a Washington, dove raggiunge i quarti di finale in doppio assieme a Luke Saville. Viene sconfitto al primo turno nei successivi Masters di Toronto e Cincinnati e agli US Open, dove perde al terzo set contro l'emergente Carlos Alcaraz. A Cincinnati raggiunge i quarti di finale in doppio con Alex de Minaur. Torna in finale al San Diego Open, nel corso del torneo ha la meglio sul nº 13 del ranking Denis Shapovalov nei quarti e sul nº 5 Andrej Rublëv in semifinale prima della sconfitta per 0-6, 2-6 contro Casper Ruud. In ottobre vince il torneo più importante da inizio carriera all'Indian Wells Masters, elimina nell'ordine Tennys Sandgren, il nº 19 ATP Roberto Bautista Agut, Tommy Paul, il nº 15 Diego Schwartzman e in semifinale Grigor Dimitrov. Nell'incontro che assegna il titolo si impone per 3-6, 6-4, 6-1 su Nikoloz Basilašvili, diventando il nº 16 del ranking mondiale e il nº 1 dei tennisti britannici.
Con il terzo turno raggiunto al Paris Masters, dove viene sconfitto da Taylor Fritz, si porta alla 12ª posizione del ranking e si assicura un posto come secondo alternate per le ATP Finals. Nel corso del torneo di fine anno, giocato per la prima volta a Torino, si infortunano Stefanos Tsitsipas e Matteo Berrettini, Norrie prende il posto del primo e viene eliminato con le sconfitte subite contro Casper Ruud e Novak Đoković. L'ultimo impegno stagionale è la fase finale di Coppa Davis, porta la Gran Bretagna nei quarti con i successi contro Arthur Rinderknech e Jiří Lehečka e viene sconfitto da Jan-Lennard Struff, con la Germania che passa in semifinale.

### 2022, due titoli ATP, semifinale a Wimbledon e top 10

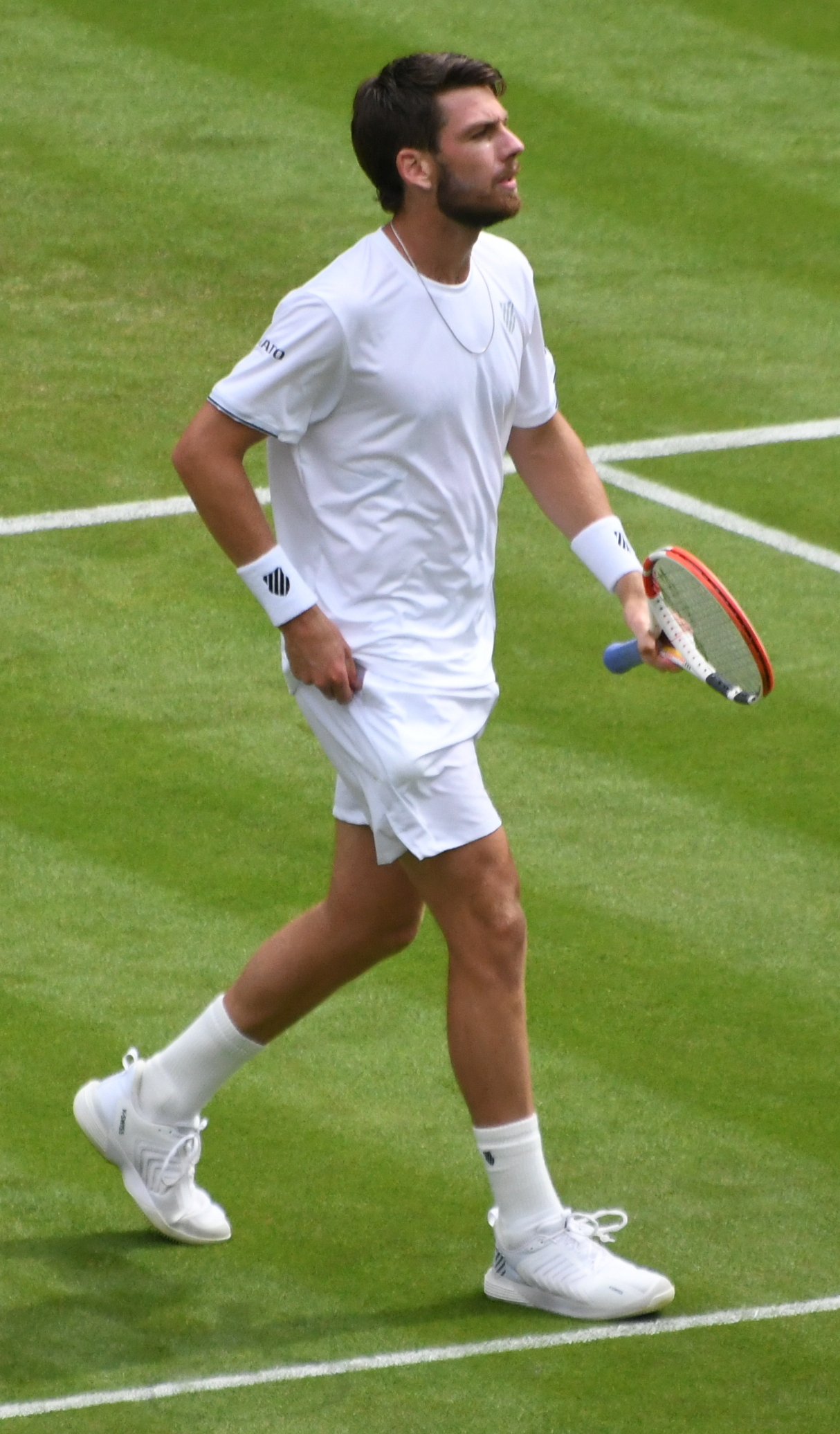
Norrie a Wimbledon nel 2022

Fa il suo esordio stagionale all'ATP Cup, perde tutti e tre gli incontri disputati e la Gran Bretagna viene eliminata dal Canada. Prosegue la striscia di sconfitte al primo turno degli Australian Open, dove raccoglie solo 7 giochi contro Sebastian Korda. Torna al successo a Rotterdam e viene sconfitto nei quarti di finale da Félix Auger-Aliassime. Vince il suo terzo titolo ATP in singolare in febbraio al Delray Beach Open, durante il torneo perde solo un set contro Korda e in finale ha la meglio dopo due tie-break su Reilly Opelka. Arriva in finale anche all'ATP 500 di Acapulco eliminando Daniel Altmaier, John Isner, Peter Gojowczyk e in semifinale il nº 4 del mondo Stefanos Tsitsipas; perde per la quarta volta su altrettanti incontri disputati con Nadal, reduce dal trionfo agli Australian Open. A Indian Wells elimina tra gli altri Nikoloz Basilašvili ed esce nei quarti di finale per mano di Carlos Alcaraz. Non supera il quarto turno a Miami, sconfitto da Casper Ruud, ma a fine torneo entra per la prima volta nella top 10 del ranking, in 10ª posizione, che manterrà per tre settimane
Eliminato al turno di esordio a Monte Carlo, raggiunge i quarti di finale a Barcellona e viene sconfitto da Alex de Minaur. Al secondo turno del Masters di Madrid ha la meglio su John Isner e viene quindi eliminato in tre set da Carlos Alcaraz, che vincerà il torneo. Dopo la prematura sconfitta agli Internazionali d'Italia, vince il suo secondo titolo stagionale a Lione battendo al terzo set Alex Molčan in finale. Esce al terzo turno al Roland Garros, sconfitto al quarto set da Karen Chačanov. Nella prima parte della stagione vince in doppio solo due incontri nei tornei Masters 1000, che gli sono sufficienti per portare il best ranking di specialità al 117º posto in giugno. Al secondo turno del torneo di Wimbledon sconfigge in rimonta al quinto set Jaume Munar e raggiunge per la prima volta in carriera il quarto turno in una prova del Grande Slam grazie al successo su Steve Johnson. Elimina quindi Tommy Paul e nei quarti di finale supera per 7-5 al quinto set David Goffin con una nuova rimonta. Dopo aver vinto il primo parziale, viene eliminato in semifinale al quarto set da Novak Đoković, che vincerà il torneo. Non beneficia dei punti del ranking, che ATP e WTA non hanno assegnato per questa edizione di Wimbledon a seguito della decisione degli organizzatori di escludere i tennisti russi e bielorussi a causa dell'invasione russa dell'Ucraina del 2022
Apre la stagione estiva sul cemento americano raggiungendo la finale a Los Cabos, grazie al successo in tre set in semifinale sul nº 9 del mondo Félix Auger-Aliassime, e viene sconfitto da Daniil Medvedev. Al terzo turno del Masters canadese Auger-Aliassime si prende la rivincita su Norrie, che torna a disputare una semifinale in un Masters 1000 al successivo torneo di Cincinnati, dopo il successo su Holger Rune batte per la prima volta in carriera Andy Murray, al terzo turno ha la meglio su Ben Shelton e nei quarti sconfigge al terzo set il nº 4 mondiale Carlos Alcaraz; viene eliminato dal futuro vincitore del torneo Borna Ćorić, tornato ai massimi livelli dopo un infortunio che lo ha tenuto lontano dalle competizioni per un anno. Con questo risultato Norrie porta il best ranking alla 9ª posizione mondiale. Raggiunge per la prima volta il quarto turno agli US Open, viene sconfitto da Rublev e a fine torneo sale all'8ª posizione mondiale. Raccoglie 2 sconfitte e un successo su Taylor Fritz in Coppa Davis e la Gran Bretagna viene eliminata nella fase a gironi. Eliminato nei quarti a Seul e Stoccolma, chiude la stagione con le sconfitte al secondo turno a Vienna e Parigi. Con questi risultati perde posizioni nel ranking e non si qualifica per le ATP Finals.

### 2023, primo titolo ATP 500
Inizia la stagione alla United Cup con le vittorie su Alex de Minaur e sul nº 2 ATP Rafael Nadal – e la Gran Bretagna supera la prima fase – e quella contro il nº 9 Taylor Fritz, che non basta ad accedere alle semifinali. Perde in tre set la finale contro Richard Gasquet a Auckland e viene sconfitto a sorpresa da Jiří Lehečka al terzo turno degli Australian Open. Disputa la finale anche a Buenos Aires e soccombe in due set a Carlos Alcaraz. Si prende subito la rivincita sul campione spagnolo sconfiggendolo in tre set in finale all'ATP 500 di Rio de Janeiro. Si spinge fino ai quarti al successivo Masters di Indian Wells, elimina tra gli altri il nº 7 del mondo Andrej Rublëv ed esce di scena per mano di Frances Tiafoe. Dopo le delusioni nei primi tornei europei su terra battuta, raggiunge il quarto turno agli Internazionali d'Italia, la semifinale a Lione – persa contro Francisco Cerúndolo – e il terzo turno al Roland Garros.
Sconfitto da Sebastian Korda nei quarti di finale al Queen's, esce di scena al secondo turno a Wimbledon. La trasferta americana inizia con tre sconfitte al turno di esordio, torna al successo agli US Open ed esce di scena al terzo turno per mano di Matteo Arnaldi. Nonostante venga sconfitto in entrambi i singolari disputati nella fase a gironi delle finali di Coppa Davis, la Gran Bretagna accede ai quarti di finale. Inizia la trasferta asiatica uscendo nei quarti a Zhuhai e non supera il primo turno a Pechino e Shanghai. Chiude la stagione con altre tre sconfitte consecutive, tra le quali quella contro Djokovic nei quarti di finale persi contro la Serbia in Coppa Davis.

### 2024, semifinale a Rio, infortunio e una finale ATP
Inizia la stagione con una vittoria e una sconfitta alla United Cup 2024 e i britannici escono di scena nella fase a gruppi. Accede per la prima volta al quarto turno degli Australian Open e viene sconfitto al tie-break del set decisivo da Alexander Zverev dopo aver eliminato il nº 11 del ranking Casper Ruud. Non conferma il titolo vinto l'anno prima al Rio Open, sconfitto in semifinale dall'emergente Mariano Navone. Non va oltre il terzo turno nei Masters di Indian Wells e Miami. Torna a mettersi in luce con i quarti di finale raggiunti al Barcelona Open, persi dopo due tie-break contro Tomas Martin Etcheverry. Sconfitto al terzo turno al Madrid Open e agli Internazionali d'Italia, esce al turno di esordio al Roland Garros.
A giugno, dopo la prematura sconfitta al Challenger di Nottingham, perde il primato tra i tennisti britannici nel ranking a vantaggio di Jack Draper. Sconfigge lo stesso Draper a Wimbledon ed esce di scena al terzo turno. Un infortunio all'avambraccio subito mentre si preparava per i Giochi olimpici di Parigi lo costringe a un periodo di riabilitazione e a settembre esce dalla top 50. Rientra alle competizioni in ottobre ed esce nei quarti al Challenger di Roanne. Torna a giocare nel circuito maggiore ma non supera i primi turni di Stoccolma e Vienna, viene eliminato anche al primo turno di qualificazione del Paris Masters. Nel successivo torneo di Metz torna a disputare una finale dopo oltre un anno e mezzo e viene sconfitto in due set da Benjamin Bonzi.

### 2025
Sconfitto nei quarti all'esordio stagionale all'Hong Kong Open e al primo turno agli Australian Open, torna a mettersi in evidenza a febbraio spingendosi fino ai quarti anche a Delray Beach. Esce al terzo turno all'Indian Wells Open per mano di Tommy Paul dopo aver sconfitto in rimonta il nº 24 ATP Jiří Lehečka. Questi risultati non compensano quanto aveva fatto a inizio 2024 e perde molte posizioni nel ranking. Anche al Madrid Open sconfigge Lehečka ed esce al terzo turno. Al Geneva Open perde al terzo set in semifinale contro Djokovic dopo le vittorie su Tomas Machac e Alexei Popyrin. Raggiunge per la prima volta in carriera il quarto turno al Roland Garros, al turno di esordio sconfigge in cinque set Daniil Medvedev e viene di nuovo eliminato da Djokovic.

## Statistiche

### Singolare

#### Vittorie (5)
| Legenda              |
| Grande Slam (0)      |
| ATP Finals (0)       |
| ATP Masters 1000 (1) |
| ATP Tour 500 (1)     |
| Atp Tour 250 (3)     |

| N. | Data             | Torneo                                     | Superficie  | Avversario in finale | Punteggio        |
| 1. | 25 luglio 2021   | Los Cabos Open, Los Cabos                  | Cemento     | Brandon Nakashima    | 6–2, 6–2         |
| 2. | 17 ottobre 2021  | Indian Wells Open, Indian Wells            | Cemento     | Nikoloz Basilašvili  | 3–6, 6–4, 6–1    |
| 3. | 20 febbraio 2022 | Delray Beach Open, Delray Beach            | Cemento     | Reilly Opelka        | 7–6(1), 7–6(4)   |
| 4. | 21 maggio 2022   | Open Parc Auvergne-Rhône-Alpes Lyon, Lione | Terra rossa | Alex Molčan          | 6–3, 6(3)-7, 6–1 |
| 5. | 26 febbraio 2023 | Rio Open, Rio de Janeiro                   | Terra rossa | Carlos Alcaraz       | 5–7, 6–4, 7–5    |

#### Finali perse (10)
| Legenda              |
| Grande Slam (0)      |
| ATP Finals (0)       |
| ATP Masters 1000 (0) |
| ATP Tour 500 (2)     |
| ATP Tour 250 (8)     |

| N.  | Data             | Torneo                                     | Superficie  | Avversario in finale | Punteggio        |
| 1.  | 12 gennaio 2019  | Auckland Open, Auckland                    | Cemento     | Tennys Sandgren      | 4–6, 2–6         |
| 2.  | 2 maggio 2021    | Estoril Open, Cascais                      | Terra rossa | Albert Ramos Viñolas | 6–4, 3–6, 6(3)–7 |
| 3.  | 23 maggio 2021   | Open Parc Auvergne-Rhône-Alpes Lyon, Lione | Terra rossa | Stefanos Tsitsipas   | 3–6, 3–6         |
| 4.  | 20 giugno 2021   | Queen's Club Championships, Londra         | Erba        | Matteo Berrettini    | 4–6, 7–6(5), 3–6 |
| 5.  | 4 ottobre 2021   | San Diego Open, San Diego                  | Cemento     | Casper Ruud          | 0–6, 2–6         |
| 6.  | 27 febbraio 2022 | Abierto Mexicano de Tenis, Acapulco        | Cemento     | Rafael Nadal         | 4–6, 4–6         |
| 7.  | 6 agosto 2022    | Los Cabos Open, Los Cabos                  | Cemento     | Daniil Medvedev      | 5–7, 0–6         |
| 8.  | 14 gennaio 2023  | Auckland Open, Auckland (2)                | Cemento     | Richard Gasquet      | 6–4, 4–6, 4–6    |
| 9.  | 19 febbraio 2023 | Argentina Open, Buenos Aires               | Terra rossa | Carlos Alcaraz       | 3–6, 5–7         |
| 10. | 9 novembre 2024  | Moselle Open, Metz                         | Cemento (i) | Benjamin Bonzi       | 6(6)–7, 4–6      |

### Doppio

#### Vittorie (1)
| Legenda doppio       |
| Grande Slam (0)      |
| ATP Finals (0)       |
| ATP Masters 1000 (0) |
| ATP Tour 500 (0)     |
| ATP Tour 250 (1)     |

| N. | Data          | Torneo                | Superficie  | Compagno    | Avversari in Finale        | Punteggio |
| 1. | 6 maggio 2018 | Estoril Open, Cascais | Terra rossa | Kyle Edmund | Wesley Koolhof Artem Sitak | 6–4, 6–2  |

## Risultati in progressione
| Sigla | Risultato               |
| ----- | ----------------------- |
| V     | Vincitore               |
| F     | Finalista               |
| SF    | Semifinalista           |
| O     | Oro olimpico            |
| A     | Argento olimpico        |
| SF    | Bronzo olimpico         |
| QF    | Quarti di Finale        |
| 4T    | Quarto turno            |
| 3T    | Terzo turno             |
| 2T    | Secondo turno           |
| 1T    | Primo turno             |
| RR    | Round Robin             |
| LQ    | Turno di qualificazione |
| A     | Assente                 |
| ND    | Non disputato           |

| Legenda superfici    |
| -------------------- |
| Cemento              |
| Terra battuta        |
| Erba                 |
| Superficie variabile |

### Singolare
| Tornei Grande Slam |     |     |     |     |     |      |     |     |       |
| Australian Open    | A   | Q2  | 1T  | 1T  | 3T  | 1T   | 3T  | 4T  | 7–6   |
| Roland Garros      | A   | 2T  | 1T  | 1T  | 3T  | 3T   | 3T  | 1T  | 7–7   |
| Wimbledon          | 1T  | 1T  | 2T  | ND  | 3T  | SF   | 2T  | 3T  | 11–7  |
| US Open            | 2T  | 2T  | 1T  | 3T  | 1T  | 4T   | 3T  | A   | 9–7   |
| Vittorie-Sconfitte | 1–2 | 2–3 | 1–4 | 2–3 | 6–4 | 10–4 | 7–4 | 5–3 | 34–27 |

### Doppio
| Tornei Grande Slam |     |     |     |     |     |     |     |     |      |
| Australian Open    | A   | A   | 2T  | A   | 1T  | A   | A   | A   | 1–2  |
| Roland Garros      | A   | A   | 2T  | 2T  | 1T  | A   | A   | A   | 2–3  |
| Wimbledon          | A   | 1T  | 2T  | ND  | 3T  | A   | A   | A   | 3–3  |
| US Open            | A   | 1T  | 2T  | A   | 1T  | A   | A   | A   | 1–3  |
| Vittorie-Sconfitte | 0–0 | 0–2 | 4–4 | 1–1 | 2–4 | 0–0 | 0–0 | 0–0 | 7–11 |

### Vittorie contro giocatori top-10
| Anno     | 2018 | 2019 | 2020 | 2021 | 2022 | 2023 | 2024 | 2025 | Totale |
| -------- | ---- | ---- | ---- | ---- | ---- | ---- | ---- | ---- | ------ |
| Vittorie | 1    | 0    | 0    | 2    | 3    | 4    | 0    | 1    | 11     |

| #    | Giocatore             | Rank | Evento                                     | Superficie  | Turno | Punteggio           |
| ---- | --------------------- | ---- | ------------------------------------------ | ----------- | ----- | ------------------- |
| 2018 |                       |      |                                            |             |       |                     |
| 1.   | John Isner            | 10   | Open Parc Auvergne-Rhône-Alpes Lyon, Lione | Terra rossa | QF    | 7–6(1), 6–4         |
| 2021 |                       |      |                                            |             |       |                     |
| 2.   | Dominic Thiem         | 4    | Open Parc Auvergne-Rhône-Alpes Lyon, Lione | Terra rossa | 2T    | 6–3, 6–2            |
| 3.   | Andrej Rublëv         | 5    | San Diego Open, San Diego                  | Cemento     | SF    | 3–6, 6–3, 6–4       |
| 2022 |                       |      |                                            |             |       |                     |
| 4.   | Stefanos Tsitsipas    | 4    | Abierto Mexicano de Tenis, Acapulco        | Cemento     | SF    | 6–4, 6–4            |
| 5.   | Félix Auger-Aliassime | 9    | Los Cabos Open, Los Cabos                  | Cemento     | SF    | 6–4, 3–6, 6–3       |
| 6.   | Carlos Alcaraz        | 4    | Cincinnati Open, Cincinnati                | Cemento     | QF    | 7–6(4), 6(4)–7, 6–4 |
| 2023 |                       |      |                                            |             |       |                     |
| 7.   | Rafael Nadal          | 2    | United Cup, Sydney                         | Cemento     | RR    | 3–6, 6–3, 6–4       |
| 8.   | Taylor Fritz          | 9    | United Cup, Sydney                         | Cemento     | QF    | 6–4, 5–7, 6–4       |
| 9.   | Carlos Alcaraz (2)    | 2    | Rio Open, Rio de Janeiro                   | Terra rossa | F     | 5–7, 6–4, 7–5       |
| 10.  | Andrej Rublëv (2)     | 7    | Indian Wells Open, Indian Wells            | Cemento     | 4T    | 6–2, 6–4            |
| 2025 |                       |      |                                            |             |       |                     |
| 11.  | Lorenzo Musetti       | 7    | Washington Open, Washington                | Cemento     | 2T    | 3–6, 6–2, 6–3       |